# MTM Enterprises
 (mars 2022).
Si vous disposez d'ouvrages ou d'articles de référence ou si vous connaissez des sites web de qualité traitant du thème abordé ici, merci de compléter l'article en donnant les références utiles à sa vérifiabilité et en les liant à la section « Notes et références ».
MTM Enterprises ou MTM Productions est une société de production cinématographique et télévisuelle indépendante établie en 1969 par Mary Tyler Moore et son époux d'alors Grant Tinker afin de produire le Mary Tyler Moore Show. 
MTM produit un grand nombre de programmes télévisés à succès des années 1970 et 1980. La mascotte de la société est un chat tabby orange nommé Mimsie qui apparaît sur le logo dans un ruban doré en référence parodique à Leo le lion de la Metro-Goldwyn-Mayer.
Toutes les émissions de la MTM sont maintenant la propriété de Disney par le biais de sa succursale 20th Television.

## Productions
- 1956-1964 : The Steve Allen Show
- 1970-1977 : The Mary Tyler Moore Show
- 1972-1978 : Newhart
- 1974-1975 : Friends and Lovers
- 1974-1975 : The Texas Wheelers
- 1974-1978 : Rhoda
- 1975 : The Bob Crane Show
- 1975-1976 : Doc
- 1975 : Three for the Road
- 1975-1977 : Phyllis
- 1976 : The Lorenzo and Henrietta Music Show
- 1976-1978 : The Tony Randall Show
- 1977-1982 : Lou Grant
- 1977-1978 : The Betty White Show
- 1977-1978 : We've Got Each Other
- 1978-1981 : The White Shadow
- 1978-1982 : WKRP in Cincinnati
- 1978 : Mary
- 1979 : The Mary Tyler Moore Hour
- 1979-1980 : The Last Resort
- 1979-1980 : Paris
- 1980 : Carlton Your Doorman
- 1981-1987 : Capitaine Furillo
- 1982-1988 : Hôpital St Elsewhere
- 1982-1990 : Newhart
- 1983 : Bay City Blues
- 1984 : The Duck Factory
- 1985-1986 : Mary
- 1986 : Fresno
- 1987 : The Popcorn Kid
- 1987-1988 : Beverly Hills Buntz
- 1987-1988 : Einsenhower and Lutz
- 1988 : Annie McGuire
- 1988-1989 : Tattingers
- 1989-1990 : FM
- 1989-1996 : Rescue 911
- 1990 : City
- 1990 : Capital News
- 1990-1991 : You Take the Kids
- 1990-1992 : The Trials of Rosie O'Neill
- 1990-1994 : Evening Shade
- 1991-1993 : The New WKRP in Cincinnati
- 1992-1995 : Graham Kerr's Kitchen
- 1993-1998 : Docteur Quinn, femme médecin
- 1993-1996 : La Saga des McGregor
- 1993 : Xuxa
- 1994-1995 : Christy
- 1994-1995 : Boogies Diner
- 1995-1997 : Family Challenge
- 1996-1998 : Sparks
- 1996-1997 : Bailey Kipper's P.O.V.
- 1996-1997 : The Cape
- 1996-1998 : Shopping Spree
- 1996-1997 : Wait 'til You Have Kids
- 1996-2000 : Le Caméléon
- 1997 : It Takes Two
- 1997-1998 : Good News
- 2001 : America's Funniest Home Videos